# Musondafälle
Die Musondafälle des Flusses Luongo liegen in Sambia.

## Beschreibung
Die Fälle befinden sich etwa 55 Kilometer nördlich des Ortes Mansa in der Luapula Province an der Grenze zwischen den Distrikten Mansa und Mwense, nahe der Grenze zur Demokratischen Republik Kongo.

## Nutzung
Der Luongo wird an den Fällen durch das Musondafälle Wasserkraftwerk zur Stromgewinnung genutzt. Das Laufwasserkraftwerk liegt bei Lusiwashi und hat eine Leistung von 5 MW. Zusammen mit dem Kraftwerk bei Luzua (6 MW) an den Chishimba-Fällen versorgt es den Norden Sambias mit Strom. In der Nähe befinden sich der Shiwasee und die heißen Quellen von Kaphisha.

## Landschaft
In dieser Gegend geht der Dambo- in den Miombowald über. Vor den Fällen liegen fruchtbare Flussauen, in denen Zuckerrohrplantagen von 3000 bis 4000 Hektar geplant sind, deren Wasserbedarf mit der Elektrizitätsgewinnung konkurrieren würde, da der Bedarf für die Bewässerung auf 40 Millionen m³ jährlich geschätzt wird.